# ناحیه واشاروش‌نامنی
ناحیهٔ واشاروش‌نامِنی (به مجاری: Vásárosnaményi járás) یک ناحیه در مجارستان است که در سابولچ-ساتمار-برگ واقع شده‌است. ناحیهٔ واشاروش‌نامنی ۶۱۷٫۹۴ کیلومتر مربع مساحت و ۳۵٬۳۲۳ نفر جمعیت دارد.